# Ahmed Ould Daddah
Ahmed Ould Daddah (en arabe : أحمد ولد داداه), né le 7 août 1942, est un homme politique mauritanien. Il est le frère du premier Président mauritanien Moktar Ould Daddah.

## Biographie

### Formation et études
Né le 7 août 1942 à Boutilimit au Sud-Ouest (Trarza) de la Mauritanie, Ahmed Ould Daddah suit une formation traditionnelle coranique avant de passer un Baccalauréat scientifique à l'âge de 20 ans. En 1967, il obtient une Licence en Sciences économiques à Paris et en 1970 il détient un DES à Dakar.

### Carrière
Il est recruté comme Conseiller économique et financier adjoint de Mokhtar Ould Daddah en 1967. En 1971, Ahmed Ould Daddah est désigné comme le Directeur-général de la Sonimex (société nationale d'import-export). 
Il est Gouverneur de la Banque centrale de Mauritanie (BCM) dès sa création en 1973 et ce jusqu'à 1978. Il est nommé Ministre des Finances et du Commerce en 1978 jusqu'au coup d'état du 10 juillet 1978 qui renverse le régime de son frère. Au cours de cette année, il est recruté en tant qu'expert et spécialiste économique au sein de la Banque mondiale.
En 1992, il est Secrétaire-général de l'Union des forces démocratiques/ère nouvelle (UFD/EN), avant sa dissolution en décembre 2000 par le Gouvernement mauritanien,.
Candidat aux élections présidentielles de 1992, puis de 2003, il obtient respectivement la deuxième place avec 32,73 % des voix et la troisième place avec 6,89 % des voix (le parti de l'Union des Forces Démocratiques étant dissous, Ould Daddah est contraint de se présenter en candidat indépendant).
Lors du premier tour de l'élection présidentielle qui se déroule le 11 mars 2007, il obtient la seconde place avec 20,70 % des voix. Le 25 mars, au second tour, avec 47,11 % des voix, il est battu par Sidi Mohamed Ould Cheikh Abdallahi.
Ahmed Ould Daddah a été désigné Chef de file de l’opposition en Mauritanie par le Conseil constitutionnel le 30 mai 2007. Il préside le Rassemblement des forces démocratiques (RFD), qui, avec 17 députés et 5 sénateurs, est le principal parti de l'opposition en 2007.